# Mysmena vitiensis
Espèce
Mysmena vitiensis est une espèce d'araignées aranéomorphes de la famille des Mysmenidae.

## Distribution
Cette espèce est endémique des Fidji. Elle se rencontre sur Viti Levu.

## Description
La carapace du mâle holotype mesure 0,25 mm de long sur 0,21 mm et l'abdomen 0,39 mm de long sur 0,38 mm et la carapace de la femelle paratype mesure 0,37 mm de long sur 0,32 mm et l'abdomen 0,75 mm de long sur 0,58 mm.

## Étymologie
Son nom d'espèce, composé de viti et du suffixe latin -ensis, « qui vit dans, qui habite », lui a été donné en référence au lieu de sa découverte, Viti Levu.

## Publication originale
- Forster, 1959 : The spiders of the family Symphytognathidae. Transactions of the Royal Society of New Zealand, vol. 86, p. 269-329 (texte intégral).